# (513821) 2013 EO17
(513821) 2013 EO17 es un asteroide perteneciente al cinturón de asteroides, región del sistema solar que se encuentra entre las órbitas de Marte y Júpiter.
Fue descubierto el 3 de marzo de 2013 por el equipo del proyecto Spacewatch desde el observatorio Nacional de Kitt Peak.

## Designación y nombre
Designado provisionalmente como 2013 EO17.

## Características orbitales
2013 EO17 está situado a una distancia media del Sol de 3,183 ua, pudiendo alejarse hasta 3,355 ua y acercarse hasta 3,011 ua. Su excentricidad es 0,054 y la inclinación orbital 10,613 grados. Emplea 2074,35 días en completar una órbita alrededor del Sol.
Los próximos acercamientos a la órbita de Júpiter ocurrirán el 15 de diciembre de 2118, el 18 de octubre de 2129 y el 18 de septiembre de 2140.

## Características físicas
La magnitud absoluta de 2013 EO17 es 16,17.